# Ліга чемпіонів КОНКАКАФ 2023
Ліга чемпіонів КОНКАКАФ 2023 (офіційно англ. 2023 Scotiabank CONCACAF Champions League) — 58-й турнір між найкращими клубами Північної, Центральної Америки та Карибського басейну і 15-й у теперішньому форматі. Титул переможця вперше здобув мексиканський Леон.

## Формат і учасники
В турнірі брали участь 16 клубів із 8 асоціацій. 9 клубів представляли Північну Америку, 6 - Центральну Америку, 1 - Карибський басейн.
| Раунд      | Перший матч       | Повторний матч     |
| ---------- | ----------------- | ------------------ |
| 1/8 фіналу | 8-10 березня 2023 | 15-17 березня 2023 |
| 1/4 фіналу | 5-6 квітня 2023   | 12-14 квітня 2023  |
| 1/2 фіналу | 26-27 квітня 2023 | 3-4 травня 2023    |
| Фінал      | 1 червня 2023     | 5 червня 2023      |

## 1/8 фіналу
| Команда 1          | Заг.    | Команда 2         | 1-й матч | 2-й матч |
| ------------------ | ------- | ----------------- | -------- | -------- |
| 8/15 березня 2023  |         |                   |          |          |
| Віолетте           | 3:2     | Остін             | 3:0      | 0:2      |
| Альянса            | 0:4     | Філадельфія Юніон | 0:0      | 0:4      |
| 8/16 березня 2023  |         |                   |          |          |
| УАНЛ Тигрес        | 1:1 (ч) | Орландо Сіті      | 0:0      | 1:1      |
| 9/15 березня 2023  |         |                   |          |          |
| Олімпія            | 4:5     | Атлас             | 4:1      | 0:4      |
| 9/16 березня 2023  |         |                   |          |          |
| Ванкувер Вайткепс  | 7:3     | Реал Еспанья      | 5:0      | 2:3      |
| 9/17 березня 2023  |         |                   |          |          |
| Тауро              | 0:3     | Леон              | 0:1      | 0:2      |
| 10/16 березня 2023 |         |                   |          |          |
| Алахуеленсе        | 2:4     | Лос-Анджелес      | 0:3      | 2:1      |
| 10/17 березня 2023 |         |                   |          |          |
| Мотагуа            | 1:1 (ч) | Пачука            | 0:0      | 1:1      |

## 1/4 фіналу
| Команда 1         | Заг. | Команда 2    | 1-й матч | 2-й матч |
| ----------------- | ---- | ------------ | -------- | -------- |
| 5/12 квітня 2023  |      |              |          |          |
| Леон              | 6:2  | Віолетте     | 5:0      | 1:2      |
| 5/13 квітня 2023  |      |              |          |          |
| Філадельфія Юніон | 3:2  | Атлас        | 1:0      | 2:2      |
| 6/12 квітня 2023  |      |              |          |          |
| Ванкувер Вайткепс | 0:6  | Лос-Анджелес | 0:3      | 0:3      |
| 6/14 квітня 2023  |      |              |          |          |
| Мотагуа           | 0:6  | УАНЛ Тигрес  | 0:1      | 0:5      |

## 1/2 фіналу
| Команда 1               | Заг. | Команда 2    | 1-й матч | 2-й матч |
| ----------------------- | ---- | ------------ | -------- | -------- |
| 26 квітня/4 травня 2023 |      |              |          |          |
| УАНЛ Тигрес             | 3:4  | Леон         | 2:1      | 1:3      |
| 27 квітня/3 травня 2023 |      |              |          |          |
| Філадельфія Юніон       | 1:4  | Лос-Анджелес | 1:1      | 0:3      |

## Фінал
| Команда 1       | Заг. | Команда 2    | 1-й матч | 2-й матч |
| --------------- | ---- | ------------ | -------- | -------- |
| 1/5 червня 2023 |      |              |          |          |
| Леон            | 3:1  | Лос-Анджелес | 2:1      | 1:0      |

### Перший матч
| 1 червня 2023 05:00 (EEST) |

| Леон                         | 2:1      | Лос-Анджелес |
| ---------------------------- | -------- | ------------ |
| Тесільо 8' Мена 45+5' (пен.) | Протокол | Буанга 90+6' |

| Леон, Леон Глядачів: 20 517 Арбітр: Вальтер Лопес Кастельянос |

### Повторний матч
| 5 червня 2023 04:00 (EEST) |

| Лос-Анджелес | 0:1      | Леон         |
| ------------ | -------- | ------------ |
|              | Протокол | Ді Йоріо 20' |

| BMO Стедіум, Лос-Анджелес Глядачів: 22 413 Арбітр: Іван Бартон |